# Wojciech Patryas
Wojciech Stanisław Patryas (ur. 30 maja 1949 r. w Śremie) – polski prawnik, teoretyk prawa i logik, profesor zwyczajny Uniwersytetu im. Adama Mickiewicza, pracownik Katedry Teorii i Filozofii Prawa Wydziału Prawa i Administracji UAM oraz Wydziału Prawa i Administracji Uniwersytetu Szczecińskiego.

## Życiorys
Tytuł naukowy profesora uzyskał w 1991. Wykładał w Wyższej Szkole Zarządzania i Bankowości w Poznaniu oraz na Uniwersytecie Medycznym im. Karola Marcinkowskiego w Poznaniu. Publikował m.in. w związanym z macierzystym wydziałem „Ruchu Prawniczym, Ekonomicznym i Socjologicznym". Członek Poznańskiego Towarzystwa Przyjaciół Nauk.

## Wybrane publikacje
W dorobku publikacyjnym W. Patryasa znajdują się m.in.:
- Uznawanie zdań, Poznań 1987, ISBN 83-01-07099-4
- Interpretacja karnistyczna. Studium metodologiczne, Poznań 1988, ISBN 83-232-0215-X
- Zaniechanie. Próba analizy metodologicznej, Poznań 1993, ISBN 83-232-0476-4
- Elementy logiki i legislacji, Poznań 1999, ISBN 83-86134-12-7
- Elementy logiki dla prawników, Poznań 2003, ISBN 83-87148-32-6
- Performatywy w prawie, Poznań 2005, ISBN 83-88544-93-4
- Próba wyjaśnienia domniemań prawnych, 2011, ISBN 978-83-61053-25-5